# Zaza Zazirov
Zaza Zazirov, född den 25 april 1972 i Gori, Georgiska SSR, Sovjetunionen, är en ukrainsk brottare som tog OS-brons i lättviktsbrottning i fristilsklassen 1996 i Atlanta.